# 12590 Ballantine
12590 Ballantine este o planetă minoră (asteroid), cu un diametru de 4,316 km, din centura de asteroizi. A fost descoperită pe 9 septembrie 1999 la Magdalena Ridge Observatory⁠(d) de Lincoln Near-Earth Asteroid Research. 
Obiectul prezintă o orbită caracterizată de o semiaxă mare de 2,8077068 UAi, o excentricitate de 0,04, o înclinație de 5,00092 ° în raport cu ecliptica.